# Lijst van werken van Georges de La Tour
Deze lijst geeft een overzicht van het werk van de 17e-eeuwse Franse kunstschilder Georges de La Tour. Alle schilderijen zijn uitgevoerd in olieverf op doek.
| Afbeelding | Titel                                                                        | Datering                       | Signatuur                            | Afmetingen h × b cm | Collectie                                                                         | Opmerkingen |
| ---------- | ---------------------------------------------------------------------------- | ------------------------------ | ------------------------------------ | ------------------- | --------------------------------------------------------------------------------- | --- |
|            | De belastingbetalers                                                         | ca. 1618-1620                  | De la Tour                           | 99 × 152            | Lviv, Lwowska Galeria Sztuki Inv. nr. G 700 79                                    | |
|            | Oude man                                                                     | ca. 1618-1620                  |                                      | 91 × 60,5           | San Francisco, California Palace of the Legion of Honor Inv. nr. 75. 2. 9         | |
|            | Oude vrouw                                                                   | ca. 1618-1620                  |                                      | 91,5 × 60,5         | San Francisco, California Palace of the Legion of Honor Inv. nr. 75. 2. 10        | |
|            | Etend boerenechtpaar of De erwteneters                                       | ca. 1620-1622                  |                                      | 74 × 87             | Berlijn, Gemäldegalerie Inv. nr. 76.1                                             | |
|            | Draailierspeler met een hond                                                 | ca. 1620-1622                  |                                      | 186 × 120           | Bergues (Sint-Winoksbergen), Musée du Mont-de-Piété de Bergues Inv. nr. P/VER. 97 | |
|            | Apostelen van Albi: Jakobus de Mindere                                       | ca. 1624                       |                                      | 66 × 54             | Albi, Musée Toulouse-Lautrec Inv.Inv.169                                          | |
|            | Apostelen van Albi: Judas Thaddeüs                                           | ca. 1624                       |                                      | 62 × 51             | Albi, Musée Toulouse-Lautrec Inv.166                                              | |
|            | Apostelen van Albi: Filippus                                                 | ca. 1624                       |                                      | 63,3 × 53,3         | Norfolk (Virginia), Chrysler Museum of Art Inv. nr. 77-431                        | |
|            | Apostelen van Albi: Thomas                                                   | ca. 1624                       |                                      | 64,6 × 53,9         | Tokio, Nationaal Museum voor Westerse Kunst Inv. nr. P.2003-0002                  | |
|            | Apostelen van Albi: Andreas                                                  | ca. 1624                       |                                      | 60,5 × 47,5         | Privéverzameling (Londen, Walpole Gallery)                                        | |
|            | Apostelen van Albi: Jakobus de Meerdere                                      | ca. 1624                       |                                      | 65 × 52             | Albi, Musée Toulouse-Lautrec Inv.166                                              | |
|            | Lezende Hiëronymus                                                           | ca. 1624                       |                                      | 62 × 55             | Londen, Royal Collection, Hampton Court Palace                                    | Ten onrechte toegeschreven aan Francisco de Zurbarán                                                                             |
|            | Lezende Hiëronymus                                                           |                                |                                      | 79 × 65             | Madrid, Museo Nacional del Prado Inv. nr. T-5006                                  | |
|            | Lezende Hiëronymus                                                           |                                | La Tour fec [?]                      | 95 × 72             | Nancy, Musée lorrain Inv. nr. 92-1-6                                              | Atelierwerk (?) |
|            | Ruzie onder muzikanten                                                       | ca. 1625-1627                  |                                      | 94,4 × 104,2        | Los Angeles, The J. Paul Getty Museum Inv. nr. 72. PA. 28                         | |
|            | De draailierspeler )                                                         | ca. 1628-1630                  |                                      | 162 × 105           | Nantes, Musée d'Arts de Nantes Inv. nr. 340                                       | |
|            | De draailierspeler                                                           | ca. 1628-1630                  |                                      | 157 × 94            | Remiremont, Musée Charles-Friry Inv. nr. 689-1-1                                  | |
|            | De draailierspeler (met het lint) (fragment)                                 | ca. 1630-1632                  |                                      | 84,7 × 61           | Madrid, Museo Nacional del Prado Inv. nr. P07613                                  | |
|            | De lierspeler (halffiguur)                                                   |                                | G. de La Tour f.                     | 85 × 58             | Brussel, Koninklijke Musea voor Schone Kunsten van België Inv. nr. 6477           | Fragment van een Muziekgezelschap                                                                                                |
|            | Apostel Thomas (De heilige met de lans)                                      | ca. 1628-1632                  | Georguis de La Tour fecit            | 69,5 × 61,5         | Parijs, Louvre Inv. nr. R. F. 1988-15                                             | |
|            | Boetvaardige Hiëronymus (met aureool)                                        | ca. 1628-1630                  |                                      | 157 × 100           | Grenoble, Musée de Grenoble Inv. nr. MG 408                                       | |
|            | Boetvaardige Hiëronymus (met kardinaalshoed)                                 | ca. 1630-1632                  |                                      | 152 × 109           | Stockholm, Nationalmuseum Inv. nr. NM 2026                                        | |
|            | De waarzegster                                                               | ca. 1630-1634                  | G. De La Tour Fecit Lunevillæ Lothar | 102 × 123           | New York, Metropolitan Museum of Art Inv. nr. 60.30                               | |
|            | De valsspeler met de klaveraas                                               | ca. 1630-1634                  |                                      | 97,8 × 156,2        | Fort Worth, Kimbell Art Museum Inv. nr. AP 1981.06                                | |
|            | De valsspeler met de ruitenaas of Le Tricheur Landry                         | ca. 1630-1634                  | Georgius De la Tour fecit            | 106 × 146           | Parijs, Louvre Inv. nr. R. F. 1972-8                                              | |
|            | Heilige Sebastiaan verpleegd door Irene                                      | ca. 1630-1633                  |                                      | 104,8 × 139,4       | Fort Worth, Kimbell Art Museum Inv. nr. 561.A                                     | Toegeschreven |
|            | Job en zijn vrouw of Job bespot door zijn vrouw                              | ca. 1630-1632                  | G De La Tour fecit                   | 145 × 97            | Épinal, Musée départemental d'art ancien et contemporain Inv. nr. 1829-22         | |
|            | De vlooienvangster of De vrouw met de vlo                                    | ca. 1630-1634                  |                                      | 120 × 90            | Nancy, Musée lorrain Inv. nr. MHL 55. 4. 3                                        | |
|            | Boetvaardige Maria Magdalena met een document                                | ca. 1630-1635 (of 1645-1650)   | Gs de La Tour F.                     | 78 × 101            | Privéverzameling                                                                  | |
|            | Boetvaardige Maria Magdalena voor de spiegel of La Madeleine Fabius          | ca. 1635                       |                                      | 113 × 92,7          | Washington, National Gallery of Art Inv. nr. 1974.52.1                            | |
|            | Maria Magdalena met de rokende vlam                                          | ca. 1636-1638                  | G. dela Tour                         | 118 × 90            | Los Angeles, Los Angeles County Museum of Art Inv. nr. M.77.73                    | |
|            | Maria Magdalena met twee vlammen                                             | ca. 1640-1644                  |                                      | 134 × 92            | New York, Metropolitan Museum of Art Inv. nr. 1978.517                            | |
|            | Boetvaardige Maria Magdalena bij de nachtlamp/waakvlam of La Madeleine Terff | ca. 1640                       | [...] La Tour fect                   | 128 × 94            | Parijs, Louvre Inv. nr. R. F. 1949-11                                             | |
|            | Christus met Jozef in de timmermanswerkplaats                                | ca. 1635-1640                  |                                      | 137 × 102           | Parijs, Louvre Inv. nr. R. F. 1948-27                                             | |
|            | De droom van Jozef of De verschijning van de angel aan Jozef                 | ca. 1635-1640                  | GS. De la Tour f...                  | 93 × 81             | Nantes, Musée d'Arts de Nantes Inv. nr. 642                                       | |
|            | Jongen die op een gloeiend stuk houtskool blaast                             | 1638-1642                      | De La Tour f                         | 61 × 51             | Dijon, Musée des beaux-arts de Dijon Inv. nr. DG 827                              | |
|            | Sint-Franciscus in extase                                                    | ca. 1640-1645                  |                                      | 154 × 163           | Le Mans, Musée de Tessé                                                           | |
|            | Sint-Franciscus in extase (kopie)                                            | 1645 (datum van het origineel) |                                      | 66 × 78,7           | Hartford, Wadsworth Atheneum Inv. nr. 1940.166                                    | |
|            | De boetvaardige Petrus                                                       | 1645                           | Georg de La Tour inve et pinx 1645   | 114 × 95            | Cleveland, Cleveland Museum of Art Inv. nr. 51. 454                               | |
|            | De aanbidding van de herders                                                 | ca. 1645                       |                                      | 107 × 137           | Parijs, Louvre Inv. nr. R. F. 2555                                                | |
|            | De pasgeborene                                                               | ca. 1645                       |                                      | 76 × 91             | Rennes, Musée des beaux-arts de Rennes Inv. nr. 794. 2. 6                         | |
|            | Sint-Anna met het Christuskind                                               | ca. 1645-1650                  |                                      | 66 × 54,6           | Toronto, Art Gallery of Ontario Inv. nr. 91/415                                   | |
|            | Maria en Sint-Anna met het Christuskind                                      |                                |                                      |                     | New York, Metropolitan Museum of Art (e.a.)                                       | 17e-eeuwse gravure naar een mogelijke variant van het schilderij in Toronto.                                                     |
|            | Maria leert lezen of De opvoeding van Maria                                  | ca. 1650                       |                                      | 83,8 × 104          | New York, Frick Collection Inv. nr. 1948.1.155                                    | Toegeschreven |
|            | Maria leert lezen (fragment)                                                 |                                |                                      | 57,5 × 44,1         | Detroit, Detroit Institute of Arts Inv. nr. 38.8                                  | |
|            | Hoofd van een vrouw (fragment)                                               |                                |                                      | 38 × 30             | Privéverzameling (veiling Christie's, 2004)                                       | |
|            | Meisje dat in een vuurtest blaast                                            | ca. 1645 [1646-1648]           | [...]a Tour                          | 76 × 55             | Privéverzameling (veiling Lempertz, Keulen, 8 december 2020)                      | |
|            | Jongen die op een fakkel blaast                                              | ca. 1645-1650                  | La Tour fec[...]                     | 70,8 × 61,5         | Tokio, Tokyo Fuji Art Museum Inv. nr. 1236-AB047                                  | |
|            | Johannes de Doper in de woestijn                                             | ca. 1645-1650                  |                                      | 81 × 101            | Vic-sur-Seille, Musée départemental Georges-de-La-Tour Inv. nr. R. F. 1995-4      | |
|            | Ontdekking van het lichaam van de heilige Alexis                             | ca. 1645-1648                  |                                      |                     | Nancy, Musée lorrain                                                              | |
|            | Ontdekking van het lichaam van de heilige Alexis                             |                                |                                      |                     | Dublin, National Gallery of Ireland                                               | Atelierwerk ? |
|            | Heilige Sebastiaan verpleegd door Irene                                      | ca. 1649                       |                                      | 167 × 130           | Parijs, Louvre Inv. nr. R. F. 1979-53                                             | |
|            | Heilige Sebastiaan verpleegd door Irene                                      | ca. 1649-1650                  |                                      | 160 × 129           | Berlijn, Gemäldegalerie                                                           | |
|            | Loochening van Petrus                                                        | 1650 (gedateerd)               | G. de La Tour in et fec mdcl.        | 135 × 176           | Nantes, Musée d'Arts de Nantes Inv. nr. 643                                       | Mogelijk met medewerking van Étienne de La Tour                                                                                  |
|            | De dobbelaars                                                                | ca. 1650                       | George de La Tour Invet et Pinx.     | 92,5 × 130,5        | Stockton-on-Tees, Preston Hall Inv. nr. SBC0200/76                                | |
|            | Een jonge zanger                                                             |                                |                                      | 66,9 × 50,2         | Leicester, Leicester Museum & Art Gallery Inv. nr. F19.1983                       | Ook toegeschreven aan Étienne de La Tour of een andere ateliermedewerker; andere versie in Adolphseck (Fulda), Schloss Fasanerie |